# Jeunesse Sportive de Kabylie
Jeunesse Sportive de Kabylie é um clube de futebol da Argélia, com sede na cidade de Tizi Ouzou. É o maior campeão do futebol argelino, com 14 títulos do campeonato nacional, além de 5 da Copa da Argélia, 1 da Copa da Superliga e 1 da Superopa da Argélia. Também possui destaque à nível continental, com 2 conquistas da Liga dos Campeões da CAF, 3 da Copa da CAF, 1 Recopa Africana e 1 SuperTaça Africana.

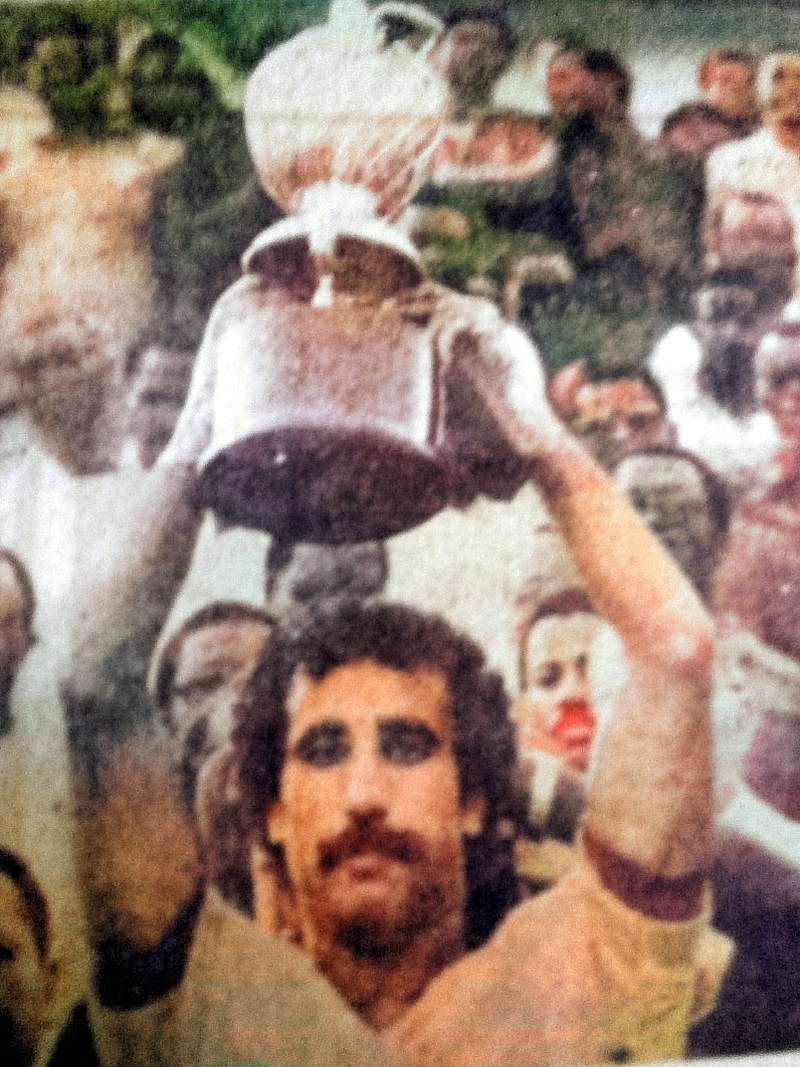
o capitão Mouloud Iboud recebendo o troféu da Liga dos Campeões da África de 1981, conquistada pelo JSK

.

## Caso Ebossé
Em 2014 o clube tornou-se notícia mundialmente quando o jogador camaronês Albert Ebossé morreu após ter sido atingido por um objeto atirado por torcedores do próprio time, que perdia a partida para o USM Alger por 2 a 1. Ebosse havia anotado o gol da equipe da casa.

## Títulos
| CONTINENTAIS | CONTINENTAIS             | CONTINENTAIS | CONTINENTAIS                                                                       |
|              | Competição               | Títulos      | Temporadas                                                                         |
| ------------ | ------------------------ | ------------ | ---------------------------------------------------------------------------------- |
|              | Liga dos Campeões da CAF | 2            | 1981, 1990                                                                         |
| Africa       | Recopa da CAF            | 1            | 1995                                                                               |
|              | Copa da CAF              | 3            | 2000, 2001, 2002                                                                   |
|              | Supertaça africana       | 1            | 1982                                                                               |
| NACIONAIS    |                          |              |                                                                                    |
|              | Competição               | Títulos      | Temporadas                                                                         |
| Argélia      | Campeonato Argelino      | 14           | 1973, 1974, 1977, 1980, 1982, 1983, 1985, 1986, 1989, 1990, 1995, 2004, 2006, 2008 |
| Argélia      | Copa da Argélia          | 5            | 1977, 1986, 1992, 1994, 2011                                                       |
| Argélia      | Copa da Liga             | 1            | 2021                                                                               |
| Argélia      | Supercopa da Argélia     | 1            | 1992                                                                               |